# Jordan Renzo
Jordan Renzo (* 11. Februar 1993) ist ein Schauspieler. 

## Karriere
Renzo absolvierte seine Schauspielausbildung auf der Guildhall School of Music and Drama. Im Februar 2014, während seines letzten Schuljahres, trat Renzo in dem Schultheaterstück Heinrich V. auf, in dem er auch die Titelrolle spielte. Renzo singt (Tenor) und lernte den Bühnenkampf. Im Jahr 2015 war Renzo im Kurzfilm Ella zu sehen. Ein Jahr später spielte er eine der Hauptrollen im Film Die Auserwählten – Helden des Widerstands (Chosen), der im Zweiten Weltkrieg spielt. Im selben Jahr wurde Renzo als Matteusz Andrzejewski im Doctor-Who-Spin-off Class gecastet. Renzos Figur Matteusz verliebt sich in den Außerirdischen Charlie. Daher muss Matteusz lernen sich mit seinen eigenen Gefühlen zurechtzufinden. Außerdem muss er damit klarkommen, dass Charlie ein Außerirdischer ist, der sich als Mensch ausgibt. Weiter akzeptieren Matteusz tief religiöse Eltern die Beziehung nicht. Renzo erklärte später, dass es durch die Hilfe seines Co-Stars Greg Austin sehr einfach war, die schwule Beziehung darzustellen und dass er glaubt, dass es keinen Unterschied zu den anderen Beziehungen in der Serie gibt. Obwohl er niemals im Vorspann erwähnt wird, wurde Renzos Figur Matteusz mehrmals von der BBC als Hauptfigur genannt. Diese Rolle sprach Renzo 2018 erneut in einer sechs Folgen langen Hörspielreihe von Big Finish. Im selben Jahr wurde angekündigt, dass Renzo Charlie Brandon in der amerikanischen Fernsehserie The Spanish Princess spielen wird.

## Filmografie
- 2015: Ella (Kurzfilm)
- 2016: Troubled (Kurzfilm)
- 2016: Die Auserwählten – Helden des Widerstands (Chosen)
- 2016: Class (Fernsehserie, 8 Folgen)
- 2019: The Witcher (Fernsehserie, 1 Folge)
- 2019–2020: The Spanish Princess (Fernsehserie, 15 Folgen)
- 2020: Little America (Fernsehserie, 1 Folge)
- 2020: Boys from County Hell
- 2022: Horizon Forbidden West (Videospiel)
- 2022: A Royal Corgi Christmas